# Clindamycin
Clindamycin ist ein Arzneistoff aus der Gruppe der Lincosamid-Antibiotika. Es ist ein chlorierter Abkömmling von Lincomycin und wird halbsynthetisch hergestellt.
Clindamycin wirkt in üblicher Dosierung bakteriostatisch, hochdosiert auch bakterizid hauptsächlich gegen grampositive aerobe Keime, wie Streptokokken oder Staphylokokken, gegen Anaerobier, vor allem gramnegative sowie ferner gegen Chlamydien. In Kombination mit Pyrimethamin ist es gegen Toxoplasma gondii wirksam.

## Wirkungsmechanismus
Clindamycin führt wie Makrolide über eine Bindung an die 50-S-Untereinheit der (prokaryotischen) Ribosomen zu einer Hemmung der Proteinsynthese der Bakterien. Wegen des identischen Wirkmechanismus gibt es bisweilen Kreuzresistenzen.
Clindamycin wird bei oraler Aufnahme zu etwa 90 % resorbiert und zu 92–94 % an Plasmaproteine gebunden. Die Plasmahalbwertszeit beträgt 2,4 Stunden. Es erreicht neben den inneren Organen auch Pleuraflüssigkeit, Synovia, Knochenmark, Milch und Haut. Das Antibiotikum durchdringt auch die Plazenta. Es wird in der Leber umgebaut und über den Urin und die Fäzes ausgeschieden.

## Anwendung
In der Medizin wird Clindamycin vor allem bei abszedierender Lungenentzündung, Osteomyelitis des diabetischen Fußes (Malum perforans), chronischer Osteomyelitis mit Staphylococcus aureus, Infektionen der Mundhöhle und Akne eingesetzt. Das Einsatzgebiet dieses Lincosamids ist weitgehend mit dem der verträglicheren Makrolide ähnlich, bis auf Staphylokokken-Infektionen, wogegen Makrolide weitgehend wirkungslos sind. Des Weiteren ist Clindamycin ein Ersatzmedikament für Patienten mit Allergie gegen Betalaktam-Antibiotika.
In der Tiermedizin findet es auch bei schweren Hautinfektionen (Pyodermie), Atemwegs- oder Augeninfektionen Einsatz.

## Nebenwirkungen und Kontraindikationen
Clindamycin hat vor allem gastrointestinale Nebenwirkungen wie Erbrechen, Durchfall und Magenkrämpfe. Besonders gefährlich ist eine arzneimittelbedingte pseudomembranöse Colitis (Dickdarmentzündung). Diese tritt bei Clindamycin wesentlich häufiger auf als bei anderen Antibiotika, jedoch seltener und milder als beim verwandten Lincomycin. Clostridioides-difficile-bedingte und schwerwiegende unerwünschte Wirkungen sollten stets zu einem Absetzen des Clindamycins führen. Als eher seltene Nebenwirkungen werden Juckreiz, Scheidenkatarrh (Scheidenausfluss) sowie abschilfernde bläschenbildende Hautentzündungen genannt. Es ist ferner kontraindiziert in der Stillzeit durch den hohen Übertritt in die Muttermilch.
Bei Pflanzenfressern wie Pferden, Wiederkäuern, Kaninchen, Hamstern, Meerschweinchen, Chinchillas, Rennmäusen und Strauchratten kann das Medikament eine tödliche Kolitis durch resistente Clostridien hervorrufen, weshalb Clindamycin bei diesen Tieren nur unter strenger Indikationsstellung und engmaschiger Kontrolle eingesetzt werden kann.

## Interaktionen mit anderen Substanzen
Wegen physikalischer Unverträglichkeit ist eine gemeinsame parenterale Verabreichung mit Theophyllin, Barbituraten, Calciumgluconat und Phenytoin ausgeschlossen.
Clindamycin kann aufgrund seiner neuromuskulären Blockade die Wirkung von Muskelrelaxantien verstärken; dies kann bei Narkosen zu lebensbedrohlichen Zwischenfällen führen.

## Synthese
Clindamycin wird halbsynthetisch aus dem Naturstoff Lincomycin gewonnen. Dazu wird die Hydroxygruppe mit Triphenylphosphin und Tetrachlormethan chloriert.

## Handelsnamen
Monopräparate
Basocin (D), Clindasol (D), Clindac (A), Clinda-Saar (D), Clin-Sanorania (D), Dalacin (A, CH), Dentomycin (D), Jutaclin (D), Lanacine (A), Sobelin (D), Turimycin (D), Zindaclin (D, A), zahlreiche Generika (D, A, CH)
Tiermedizin: aniclindan, Antirobe, Cleorobe, Clinacin, Clinda, Permycin
Kombinationspräparate
Duac (D, CH), Indoxyl (A)